# Neoathyreus catharinae
Neoathyreus catharinae là một loài bọ cánh cứng trong họ Geotrupidae. Loài này được Bates miêu tả khoa học năm 1887.